# Przybysławice (Tarnów)
Pour les articles homonymes, voir Przybysławice.
Przybysławice est une localité polonaise de la gmina de Radłów, située dans le powiat de Tarnów en voïvodie de Petite-Pologne.